# 岡山県道・鳥取県道8号新見日南線
岡山県道・鳥取県道8号新見日南線（おかやまけんどう・とっとりけんどう8ごう にいみにちなんせん）は、岡山県新見市から鳥取県日野郡日南町を結ぶ県道（主要地方道）である。

## 概要

### 路線データ
- 起点 : 岡山県新見市新見（新見市役所前交差点、国道180号交点）
- 終点 : 鳥取県日野郡日南町丸山 （丸山下交差点、国道183号交点）
- 路線延長
  - 岡山県道 : 実延長 19.5 km（2014年4月1日現在） [1]
  - 鳥取県道 : 実延長 - km[要出典]

## 歴史
- 1993年（平成5年）5月11日 - 建設省から、県道新見日南線が新見日南線として主要地方道に指定される[2]。
- 2006年（平成18年）
  - 3月31日 : 鳥取県告示第232号・236号により日野郡日南町のうちの生山 - 丸山にかけてを路線延伸[注 1]。これにより国道183号生山道路（地域高規格道路江府三次道路）に並行する旧道部の一部を本路線に編入[3]。
- 2010年（平成22年）
  - 10月1日 : 岡山県告示第804号により新見市のうちの西方 - 神郷下神代にかけてを上市経由に区域変更[注 2]。これにより旧道部は新見市道西方下神代線に移管[5][6]、および国道182号との重用区間が変更。

## 路線状況
岡山・鳥取県境に谷田峠という峠がある。

### 重複区間
- 国道180号（新見市高尾 - 新見市上市）
- 国道182号（新見市上市 - 新見市神郷下神代）
- 岡山県道・鳥取県道11号新見多里線（新見市神郷釜村 地内）
- 鳥取県道211号猪子原上石見停車場線（日野郡日南町中石見 - 日野郡日南町下石見）

### 道路施設

#### 道の駅
- 道の駅にちなん日野川の郷（日野郡日南町生山）

## 地理

### 通過する自治体
- 岡山県
  - 新見市
- 鳥取県
  - 日野郡日南町

### 交差する道路
| 交差する道路                                   | 都道府県名 | 市町村名 | 市町村名 | 交差する場所 | 交差する場所              |
| ---------------------------------------------- | ---------- | -------- | -------- | ------------ | ------------------------- |
| 国道180号                                      | 岡山県     | 新見市   | 新見市   | 新見         | 新見市役所前交差点 / 起点 |
| 岡山県道32号新見勝山線                         | 岡山県     | 新見市   | 新見市   | 西方         |                           |
| 岡山県道199号新見停車場線                      | 岡山県     | 新見市   | 新見市   | 西方         |                           |
| 岡山県道378号上市井村西方線                    | 岡山県     | 新見市   | 新見市   | 西方         |                           |
| 岡山県道378号上市井村西方線                    | 岡山県     | 新見市   | 新見市   | 西方         |                           |
| E2A 中国自動車道 国道180号 重複区間起点        | 岡山県     | 新見市   | 新見市   | 高尾         | 新見IC口交差点 19 新見IC  |
| 岡山県道378号上市井村西方線                    | 岡山県     | 新見市   | 新見市   | 高尾         | 鼓橋交差点                |
| 国道180号 重複区間終点 国道182号 重複区間起点  | 岡山県     | 新見市   | 新見市   | 上市         |                           |
| 国道182号 重複区間終点                         | 岡山県     | 新見市   | 新見市   | 神郷下神代   |                           |
| 岡山県道・広島県道12号足立東城線               | 岡山県     | 新見市   | 新見市   | 足立         |                           |
| 岡山県道316号岩熊一ノ原線                      | 岡山県     | 新見市   | 新見市   | 神郷釜村     |                           |
| 岡山県道・鳥取県道11号新見多里線 重複区間起点  | 岡山県     | 新見市   | 新見市   | 神郷釜村     |                           |
| 岡山県道・鳥取県道11号新見多里線 重複区間終点  | 岡山県     | 新見市   | 新見市   | 神郷釜村     |                           |
| 鳥取県道210号上石見黒坂停車場線                | 鳥取県     | 日野郡   | 日南町   | 上石見       |                           |
| 鳥取県道211号猪子原上石見停車場線 重複区間起点 | 鳥取県     | 日野郡   | 日南町   | 中石見       |                           |
| 鳥取県道211号猪子原上石見停車場線 重複区間終点 | 鳥取県     | 日野郡   | 日南町   | 下石見       |                           |
| 鳥取県道257号花口下石見線                      | 鳥取県     | 日野郡   | 日南町   | 下石見       |                           |
| 鳥取県道223号生山停車場線                      | 鳥取県     | 日野郡   | 日南町   | 生山         | 日南町生山交差点          |
| 島根県道・鳥取県道107号横田伯南線              | 鳥取県     | 日野郡   | 日南町   | 霞           | 霞交差点                  |
| 国道183号                                      | 鳥取県     | 日野郡   | 日南町   | 丸山         | 丸山下交差点 / 終点       |

### 並行する旧街道
- 新見伯耆往来

### 沿線にある施設など
- JR西日本 伯備線
- 高瀬川ダム湖
  - 高瀬湖畔オートキャンプ場
  - 神郷温泉